# Organizacija ukrajinskih nacionalista
Organizacija ukrajinskih nacionalista (ukr. Організація українських націоналістів), skraćeno OUN, ukrajinski je politički pokret stvoren 1929. godine u tada istočnoj Poljskoj, danas zapadnoj Ukrajini. Organizacija je u samom početku prihvatila metode nasilja čime je vrlo rano stekla status terorističke organizacije. Njezini ciljevi na samom početku su bili revanšizam prema poljskoj i ruskoj hegemoniji te zaštita ukrajinskog stanovništva od višegodišnje poljske političke i društvene represije. OUN se tijekom godina formirao i usavršavao te je postao primjerna organizacija s ciljem uspostavljana neovisne ukrajinske države. Pojam nacionalizam je od samog početka poistovjećivan s pojmom patriotizam i nije bio istoznačan s terminom nacionalizam u zapadnom društvu.
Jedan od istaknutih ukrajinskih nacionalista je bio Stepan Bandera, koji je ukrajinski nacionalizam okarakteritzirao sljedećim riječima: «Ideja ukrajinskog nacionaliste, nacionalističkog pokreta, nije istoznačna terminu sa Zapada. Ukrajinski nacionalni pokret nema ništa zajedničko s nacizmom, fašizmom ili nacional-socijalizmom. Ukrajinski nacionalizam se bori protiv imperijalizma, protiv totalitarizma, protiv rasizma i bilo kojeg oblika diktature te zagovaranja nasilja. Termin ukrajinski nacionalist istovjetan je s terminom ukrajinski patriot, koji je spreman boriti se za slobodu svoga naroda i žrtvovati sve za svoj narod, žrtvovati sve što posjeduje, ...» (Stepan Bandera)

## Sukobljavanje OUN-a s poljskim vlastima
Represivni povijesni odnosi između Poljaka i Ukrajinaca su u velikoj mjeri obilježili Drugi svjetski rat na području zapadne Ukrajine. Bili su i jedni i drugi pod njemačkom okupacijom te nije bilo ni poljske ni ukrajinske države slične primjeru NDH, ali su postojale poljske i ukrajinske vojne formacije. Poljaci su imali vojsku pod imenom Armia Krajowa. Riječ «armija» označava vojsku, a riječ «kraj» na poljskom znači «zemlja», slično kao i na ukrajinskom jeziku (Ukrajinci za zemlju odnosno državu kažu «krajina», a «ukrajina» bi prema tome bila «rodna zemlja» ili «domovina» (u-zemlji, za razliku od nečega što je izvan-zemlje). «Kraj ojczysty» je poljski naziv za «domovinu», iz čega bi se naziv Armia Krajowa u slobodnijem prijevodu mogao prevesti kao «Domovinska Armija». 
Armia Krajowa (sinonim: Oružane Snage u Domovini) je bila tajna vojna organizacija koja je djelovala na teritoriju pod njemačkom okupacijom. Bila je pod zapovjedništvom vođe koji je bio u Londonu i podređena poljskoj vladi u emigraciji. Nastala je u Varšavi 27. rujna 1939. od Službe Poljske Pobjede (SZP), koja je u siječnju 1940. preimenovana u Savez Oružane Borbe (ZWZ). ZWZ je u početku primao vojne i druge naredbe iz Francuske. Nakon okupacije Francuske i prelaska vlade u Veliku Britaniju, vojska se našla pod zapovjedništvom generala W. Sikorskog.
U 1942. godini ZWZ je preimenovana u Armiju Krajowu (AK). AK je vodila borbu protiv Nijemaca. U početku je bila koncentrirana na razne akcije kao što su sabotaže i diverzije. Tek 1943. godine, kad je došlo do preokreta rata nakon njemačkog poraza u Staljingradu, AK je organizirala partizanske jedinice koje su djelovale s antinjemačkih, antikomunističkih i antiukrajinskih pozicija. Zbog toga je vodila borbe ne samo s Nijemcima već i sa sovjetskim partizanima te Ukrajinskom Ustaničkom Armijom (UPA) tj. ukrajinskim antinjemačkim i antisovjetskim partizanima. Ujedno se sukobila i s poljskim komunističkim partizanima.
Vezano za poljsko-ukrajinski sukob koji ima višestoljetnu povijest, u novijem razdoblju sukob je ponovno eskalirao nakon Prvog svjetskog rata kada je Europa manipulativnim metodama dodijelila Poljskoj istočnu Galiciju odnosno zapadnu Ukrajinu, na kojoj je tada živjelo oko 7,000,000 Ukrajinaca. Poljska se obavezala pred međunarodnim organizacijama da će poštovati nacionalna prava mnogobrojnih Ukrajinaca, međutim ništa od dogovorenog se nije ispoštovalo što je među ukrajinskom populacijom stvorilo snažan revolt prema poljskoj vlasti, ali i lokalnom poljskom stanovništvu te je predstavljalo temelj formiranja Organizacije ukrajinskih nacionlista. Poljske vlasti su na razne načine pokušale asimilirati ukrajinsko stanovništvo, što su jednim dijelom i uspjeli. Mnoge organizacije i ukrajinske obrazovne ustanove koje su postojale iz vremena austro-ugarske vladavine u Galiciji su ukinute. 
Poljska je otišla toliko daleko da je osnovala koncentracione logore za Ukrajince. Tvrdilo se da su Rusini (prijašnji naziv za Ukrajince u Poljskoj) ustvari Poljaci pravoslavnog obreda te ih treba povratiti na poljsku nacionalnost. Poljaci nisu poštovali ni ukrajinsku Grkokatoličku Crkvu koju je Rimski Papa priznavao kao ravnopravnu s Rimokatoličkom Crkvom. Poljaci su često bezrazložno pritvarali mnogobrojne ugledne ukrajinske intelektualce pa čak ukrajinskog humanistu mitropolita grofa Andrija Šeptickog. Minirali su i palili ukrajinske pravoslavne i grkokatoličke crkve te su često raseljavali ukrajinsko stanovništvo širom Poljske kako bi se što prije asimiliralo s poljskim stanovništvom. 
Ukrajinci su ugroženi takvim sustavnim oblicima nasilja u 1929. godini osnovali tajnu organizaciju pod nazivom Organizacija ukrajinskih nacionalista (OUN), ali pojam nacionalist od samog početka se poistovjećivao s pojmom ukrajinskog patriota. Mlad i neiskusan OUN se odmah u početku radikalno suprotstavio Poljacima izvršivši niz ubojstava poljskih političara i generala. Izvršene su razne sabotažne akcije koje su trebale otvoriti ukrajinsko pitanje i pitanje političkih i drugih prava Ukrajinaca u istoj državi. Poljska je zatim poštrila svoje represivne mjere te je masovno naseljavala poljske koloniste u Galiciju s namjerom da promjeni etničku sliku stanovništva. S druge strane, OUN je i dalje spaljivala poljske usjeve i poljska imanja, stvarala je nepoželjne uvjete kako bi se poljski kolonijalisti iselili iz Zapadne Ukrajine. OUN i poljska tajna policija bile su za javnost u pravom prikrivenom ratu i nijedna strana nije imala namjeru popustiti u tim sukobima. 

## Formiranje i aktivnost UPA vojske
Istovremeno je sovjetski Narodni Komisariat Unutrašnjih Poslova - NKVD vodio tajni rat protiv OUN-a, jer je OUN počela djelovati i na teritoriju sovjetske Ukrajine, s ciljem stvaranja nezavisne ukrajinske države. (Rusi su naposljetku ubili i vođu OUN-a pukovnika Eugena Konovalca, podmetnuvši mu «poklon knjigu» u kojoj je bila aktivnirana bomba. Kad su Nijemci okupirali Poljsku, a sovjetske trupe Zapadnu Ukrajinu, OUN je nastavila borbu protiv NKVD-a, ali bezuspješno jer nije imala puno iskustva s novim protivnikom. Sovjetska tajna policija je uspjela potaknuti i stvaranje dvije različite političke struje u samom vrhu OUN-a, koji je uskoro podjelio na OUN-A i OUN-B. Jednu organizaciju je predvodio pukovnik Andrij Meljnik, a drugu Stepan Bandera. Više diplomatskog svjetonazora i evidentno manje radikalna OUN-A Andrija Meljnika nije imala mnogo pristalica u Zapadnoj Ukrajini, niti Ukrajini u cjelini. Ona je držala pod svojim zapovjedništvom vrlo razvijenu špijunsku mrežu OUN-a koja je diplomatskim i drugim metodama djelovala u brojnim zemljama od Australije pa do Finske i Švedske, na svim kontinentima. Više radikalna OUN-B Stepana Bandere je djelovala na ukrajinskim zemljama, posebno među mladim Ukrajincima, studentima i seljacima. 
Pred napad Njemačke na SSSR u Njemačkoj je formiran jedan bataljun ukrajinskih dragovoljaca iz Ukrajine. Nijemci su Ukrajince često pridobili jakom propagandom i uvjeravanjem da će svojim radikalnim istupima pomoći brže stvaranje nezavisne Ukrajine. Nakon strašnog terora i žrtava koje su Ukrajinci pretrpjeli u Sovjetskoj Ukrajini tijekom tridesetih godina, mnogi su željeli vjerovati u nagađanja i očekivali su oslobođenje od represije pod njemačkim pokroviteljstvom. Isti bataljon u kojemu su sudjelovali Ukrajinci je prešao sovjetsko njemačku granicu i prvi ušao u Ljviv 30. lipnja 1941. godine. U Ljvivu je zatečena strašna slika. Uoči povlačenja NKVD-a, strijeljani su svi pritvoreni Ukrajinci (i pojedini Poljaci) kod kojih je u policijskim domukmentima bio ispisano «u slučaju rata - strijeljati». Radilo se o nekoliko tisuća ljudi; uglavnom inteligencija, svećenstvo i politički disidenti te sumnjivi društveni aktivisti. Ista situacija se dogodila u svim gradovima Zapadne Ukrajine, odakle se NKVD-e povlačio.
Dana 30. lipnja 1941., u Ljvivu su Ukrajinci pod rukovodstvom OUN-a sazvali ukrajinski parlament Radu i jednostrano proglasili obnovu nezavisne Ukrajine. S obzirom na to da je nezavisnost proglašena bez konzultacija s Nijemcima, njemački Gestapo je odmah pozatvarao sve vodeće ukrajinske političare i vojne zapovjednike. Neki su strijeljani odmah, a dio njih od veće važnosti je otpremljen u koncentracione logore. Pritvoren je i Stepan Bandera. Od njega se tražilo da se sazove nova Rada i pritom opozove proglašenje nezavisnosti Ukrajine. Bandera nije pristao na takve ucjene te je otpremljen u koncentracioni logor Saksenhauzen. Uhićena su i njegova dva brata te su likvidirani u Auschwitzu. Po Ukrajini su počela masovna uhićenja i strijeljanja ukrajinskih nacionalista koji su propagirali neovisnost Ukrajine. U probleme su došli i Ukrajinci koji su se u to vrijeme našli u NDH. Oni su pripadali OUN-B grupaciji kojom je zapovjedao pukovnik Andrij Meljnik, i u saglasnosti s Ante Pavelićem, namjeravali su aktivirati antisovjetsku Ukrajinsku legiju za Istočni front. Iz Berlina je Zagreb primio depešu o zabrani upućivanja ukrajinskih nacionalista na Istočni front. Ta Legija nikada nije upućena u Ukrajinu, a pritvoreni su i neki važni Ukrajinci iz Zagreba, koji su na kraju otpremljeni za koncentracioni logor.
Ukrajinski bataljon koji je stigao s Nijemcima u Zapadnu Ukrajinu je povučen u Njemačku i odmah je raspušten. Bio je to brzi razlaz Ukrajinaca i Nijemaca, a njemačka antiukrajinska politika koja nije dozvolila stvaranje ogromne države, ovdje je poprimila svoje jasne crte koje su Ukrajincima dale nove jasne smjernice u Drugom svjetskom ratu. Generalno govoreći, suradnja je trajala svega prvih sedam dana i nikad se više nije obnovila. Progonjena Organizacija ukrajinskih nacionalista (OUN) je u 1942. počela ponovo organizirano djelovati. Počelo se sa stvaranjem Ukrajinske Ustaničke Armije (UPA). Na čelo UPA-e je postavljen general Roman Šuhevič, čiji stric je jedno vrijeme prebivao u Zagrebu, a potom u Beogradu. Prvi problem se iskristalizirao u nedostatku oružija, koje se prikupljalo na razne načine, često i preko šverca te otimanja od njemačke policije i njemačkih vojnih formacija.
Broj vojnika UPA je vrlo brzo rastao te je u kratkom razdoblju prešao broj od stotinu tisuća. Na terenu Zapadne Ukrajine, kad se pojavila i Armia Krajowa, ukrajinska UPA je ponudila suradnju u borbi protiv nacističkih i sovjetskih okupatora, ali su Poljaci odbili takvu ponudu. Veliki broj poljskih kolonista i Poljaka uopće, već je služio u njemačkim policijskim jedinicama koje su Nijemci paradoksalno nazvali «Ukrajinska policija». To je s Ukrajinom bilo vezano samo kao sa zemljopisnim pojmom, ali ne i etničkim. Sastav su osim Poljaka činili i Folksdojčeri iz Ukrajine, a Ukrajinaca je bilo svega pojedinačno. Napadajući njemačke policijske jedinice, UPA je došla u sukob s Armiom Krajowom, koja se pojavila kao zaštitnik poljskih kolonista. UPA je napadala poljska sela s namjerom da protjera Poljake iz Zapadne Ukrajine prilikom čega su stradali i mnogi nedužni civili. Poljaci iz njemačke policije i Armie Krajowe (razdvojeno) su napadali ukrajinska sela. Vršeni su strašni pokolji na jednoj i drugoj strani. Najpogubniji sukobi su se dogodili u zapadnoukrajinskoj ukrajinskoj regiji Volinija.
Nijemcima je odgovaralo poljsko-ukrajinsko klanje. Dosta su se mirno prema tome odnosili. Intervenirali su samo za ubijene Nijemce. Za jednog ubijenog njemačkog vojnika ubijali su po slobodnom nahođenju oko 100 Ukrajinaca. Veliki broj Ukrajinaca je otpremljen u koncentracijske logore ili na prisilni rad u Njemačku. Kad su se u Ukrajini pojavili i sovjetski odnosno ukrajinsku partizani, stvar se još više iskomplicirala. Borbe su se međusobno vodile između Armie Krajowe, sovjetskih partizana, UPA-e i njemačke nacističke vojske. Za Nijemce su ratovali i njihovi «sateliti» (Rumunji, Mađari i drugi). Sovjetska strana je u početku pokušavala UPA-u pridobiti na svoju stranu te su vođeni sovjetsko-ukrajinski pregovori. Sovjeti su tražili da se UPA stavi pod vrhovno zapovjedništvo oružanih snaga SSSR-a. Od strane UPA je postavljeno pitanje: «Priznajete li nezavisnu Ukrajinu?». Vlast iz Moskve nije dala zadovoljavajući odgovor i borbe između UPA i sovjetskih partizana, kasnije regularne sovjetske armije, su nastavljene i trajale su još u pedesetim godinama, skoro deset godina nakon završetka Drugog svjetskog rata.

## Aktivnosti OUN-a nakon Drugog svjetskog rata
Nekoliko godina nakon završetka Drugog svjetskog rata, UPA je doživjela veliki poraz kad su je u zajedničkoj akciji napale sovjetska, poljska i čehoslovačka vojska. Do tog vremena UPA je kontrolirala većinu teritorija Zapadne Ukrajine, posebno šumovite Karpate. U situacijama velikih sovjetskih ofanziva, često je prelazila granicu i djelovala u šumama na teritoriju Poljske i Slovačke. Poljaci su da bi sasjekli finacijsku bazu UPA-e nasilno očistili svoj teritorij od Ukrajinaca, koji su živjeli uz poljsko-sovjetsku (ukrajinsku) granicu. Oko 150.000 Ukrajinaca je raseljeno na sjever Poljske, a sam čin je poznatiji pod imenom «Akcija Visla».
S druge strane, poljska manjina nije mogla opstati u zapadnoj Ukrajini. Masovno se iseljavala u Poljsku, što pod prisilom, što samovoljno. Zapadna Ukrajina je uskoro postala etnički čista. Međutim, NKVD-e je uskoro pritvorio stotine tisuća zapadnih Ukrajinaca i otpremao ih u sibirske zatvore, prilikom čega ih je veliki broj ubijen. Nakon masovnog preseljavanja na istočne prostore SSSR-a, u zapadnoj Ukrajini se po prvi puta pojavljuju Rusi, koji su dobili kuće i stanove protjeranih Ukrajinaca. Ruski doseljenici su postavljeni na sva rukovodeća mjesta, od seoskih zadruga, funkcionalnih tvornica, policije, vojske i drugih političkih i društvenih pozicija. Slučajnim mjerama jedino je Ternopiljska oblast ostala etnički čista. 
UPA je u pedesetim godinama djelovala u malim grupama i skrivala se po bunkerima i Karpatima. Ruski povjesničari su nedavno objavili podatak da je UPA odgovorna za smrt 30,000 vojnika NKVD-a. Nakon 1945. UPA se iz praktičnih razloga podredila engleskoj obavještajnoj službi. Male formacije UPA su ilegalno i uz borbe prelazile Čehoslovačku i predavale se američkim vojnim jedinicama u Njemačkoj. U njemačkim vojnim središtima također se vršio daljni trening vojnih specijalaca UPA-e i oni su s britanskim vojnim avionima izbacivani padobranima iznad zapadne Ukrajine. S obzirom na to da je neodređen broj ljudi iz britanske obavještajne službe radio i špijunirao za Ruse, britanske akcije ukrajinskih specijalaca nisu bile tajne i obavješten NKVD ih je dočekao na njihovom cilju. 

## Današnji status OUN-a
Kad je Ukrajina proglasila nezavisnost 1991., pokrenute su rasprave o reviziji povjesnog i suvremenog statusa UPA vojske, na što je susjedna Rusija uložila prigovor te javno zaprijetila Kijevu da se uloga UPA vojske ne smije revitalizirati jer će to utjecati na pogoršanje rusko-ukrajinskih odnosa. Kijev je zamrznuo otvaranje teme sve do dolaska predsjednika Viktora Juščenka 2004. godine, predsjednika iz antifašističke obitelji u središnjoj Ukrajini. Otvorena problematika koja se tada našla na dnevnom redu jeste da veterani sovjetske vojske i NKVD-a u Ukrajini uživaju sve državne privilegije i povlaštene mirovine, dok veterani UPA-e su izvrgnuti političkim malverzacijama, lažnim insinuacijama i njihov vojni status nije službeno priznat. Naglašeno je da su se tijekom sovjetske povijesti izjavljivale neistinite tvrdnje kako bi se UPA posve kompromitirala i kako bi ju se prikazalo isključivo nacionalističkom vojskom, koja je surađivala s nacističkom Njemačkom na štetu ukrajinskog naroda odnosno sovjetskog naroda. Njezina borba za neovisnu Ukrajinu je posve isključena iz javne sovjetske rasprave, dapače o UPA vojsci se uopće nije raspravljalo. 
U javnost su nakon 2005. izašli mnogi do tada tajni dokumenti koji su UPA vojsku prikazali realno, u njezinom negativnom, ali i pozitivnom svjetlu. Njemački vojni arhivi su posvjedočili da je UPA intenzivno ratovala protiv nacističke Njemačke i boljševičkog Sovjetskog Saveza. Ukrajinski arhivi NKVD-a također su potvrdili iste navode o UPA vojsci. Generalno govoreći, od silne sovjetske propagande o ukrajinskoj kolaboraciji s njemačkom nacističkom vojskom, realno se sve svelo na činjenicu da je u periodu između 1943. i 1944. godine postojala samo jedna divizija Ukrajinaca u njemačkoj vojsci i ta je divizija imala oko 13.000 vojnika. Toj brojci treba dodati i manji broj Ukrajinaca koji su djelovali u sklopu Ukrajinske policije koja funkcionirala pod kontrolom njemačke vojske. Kao primjer sovjetsko-ruskom cinizmu, navelo se da je ruska kolaboracija nadmašila ukrajinsku za najmanje pedeset puta. Stotine tisuća Rusa je djelovalo u njemačkoj vojnoj službi te je postojalo nekoliko ruskih divizija, brigada itd.
Poljska do danas ima vrlo emotivno i loše gledište prema ratnim zločinima koje je počinila UPA u zapadnoj Ukrajini, i nakon što je 13. listopada 2007. otkriven spomenik Stepanu Banderi u Ljvivu, predsjedništvo Saveza Poljaka Ukrajine je to nazvalo velikom provokacijom. Ipak, službena poljska i ukrajinska vlast su uputile međusobne isprike za povijesne sukobe i tragedije te imaju usuglašeno stajalište kada je u pitanju osuda zločina te odavanje počasti svim žrtvama koje su tragično obilježile višestoljetne poljsko-ukrajinske sukobe u zapadnoj Ukrajini. I danas postojeća Organizacija ukrajinskih nacionalista u 2009. godini je od njemačkih vlasti zatražila posmrtno izručenje tijela Stepana Bandere koji je pokopan na groblju u Münchenu, na što još nije dobiven odgovor. 

## Vanjske poveznice
- Stepan Bandera - Perspectives for Ukrainian Revolution (audio recordings) eng. {{{1}}}
- PETLURA, KONOVALETS, BANDERA - Three Leaders of Ukrainian Liberation Movement murdered by Order of Moscow (audiobook)eng. {{{1}}}
- Organization of Ukrainian Nationalists
- Newspaper Article about the Crimes and Execution of OUN activists in the 1930's
- Obilježavanje 65 godina OUN-a - fotogalerija  Arhivirana inačica izvorne stranice od 5. svibnja 2008. (Wayback Machine)